# Ambulyx amboynensis
Ambulyx amboynensis är en fjärilsart som beskrevs av Rothschild 1894. Ambulyx amboynensis ingår i släktet Ambulyx och familjen svärmare. Inga underarter finns listade i Catalogue of Life.